# Κ̌
Cette page contient des caractères spéciaux ou non latins. S’ils s’affichent mal (▯, ?, etc.), consultez la page d’aide Unicode.
Le kappa caron, κ̌, est une lettre grecque additionnelle utilisée dans l’écriture du grec chypriote par certains auteurs.

## Utilisation
Le kappa caron ‹ κ̌ › est utilisé dans l’écriture du grec chypriote pour noter la palatalisation consonne occlusive vélaire sourde [ʃ] ou [tʃ].